# Frequency-e
frequency-e（フリーケンシーイー）は、日本の音楽ユニット、eufoniusが放送しているインターネットラジオ番組である。

## パーソナリティ
- eufonius（菊地創・riya）

## 番組概要
- 2005年5月30日に配信開始。当初は月1回程度を予定しており、第2回は第1回の1ヵ月後に放送されているが、仕事の多忙からかその後は年2〜3回の放送となっている。番組名は自身の公式サイト名に由来する。
- かなり長いブランクを置いて放送していることは本人たちも自覚しているようで、その間に送られたメッセージにはできるだけ多く応えようとしている。そのためか、放送時間は当初に比べると大幅に長くなっている。

## コーナー
- 特に決まったコーナーはなく、全編にわたって二人のトーク及びリスナーからのメッセージ紹介や自身の曲紹介で進められる。メッセージが紹介されると、eufoniusの特製サイン入りステッカーがプレゼントされる。
- 曲紹介では直近の曲はもちろん、メジャーデビュー前の貴重な音源がかかることがある。

## 放送日
- 第1回 - 2005年5月30日
- 第2回 - 2005年6月28日
- 第3回 - 2006年9月5日
- 第4回 - 2006年11月14日
- 第5回 - 2006年12月31日
- 第6回 - 2007年8月4日
- 第7回 - 2007年11月24日
- 第8回 - 2008年2月10日
- 第9回 - 2008年6月7日
- 第10回 - 2008年12月27日
- 第11回 - 2011年5月24日
- 第12回 - 2011年12月17日